# Le Monocle noir
Série Le Monocle
L'Œil du Monocle
(1962)
Pour plus de détails, voir Fiche technique et Distribution.
Le Monocle noir est un film français réalisé par Georges Lautner, sorti en 1961.
Le film sera suivi en 1962 par L'Œil du Monocle, puis en 1964 par Le Monocle rit jaune, tous deux réalisés par Georges Lautner.

## Synopsis
Face caméra, Bernard Blier présente Le Monocle Noir comme un film d'espionnage et d'humour noir. L'acteur rend hommage au colonel Rémy, auteur du roman dont est inspiré ce long-métrage. Le film commence en Bretagne dans le Morbihan, où deux hommes en assomment un troisième, au cours de la nuit puis installent son corps dans une voiture poussée dans un fleuve. La voiture et le corps sont repêchés le lendemain matin par les autorités. Le crime a eu lieu à proximité d'un château ouvert au public en journée. Hubert Mérignac, conservateur du château, fait la connaissance d'Erika Murger, étudiante en architecture. Des sentiments réciproques semblent naître entre eux. Un mystérieux homme aveugle portant un monocle noir est également présent au château. Un soir, Le Monocle, Hubert Mérignac et Erika Murger se rendent chez le marquis de Villemaur, lequel organise un dîner pour son anniversaire avec d'autres invités. En l'absence de Mérignac et d'Erika partis se promener dans le jardin, la fête se transforme en réunion secrète d'un groupuscule néonazi, mené par le marquis. Un nouveau membre est présenté à l'assemblée : le commandant Brozzi, néofasciste italien. Les deux meurtriers du début du film sont des hommes de main travaillant pour le compte du marquis. Leur victime est un agent français. À l'issue de la réunion, Heinrich Von March prévient le marquis qu'il y a un traître parmi eux; l'agent russe Matthias Fischer s'aprête à se marier avec la fille du marquis. Il tente de s'échapper et une course-poursuite s'engage avec les autres membres du groupuscule. La secrétaire d'Hubert Mérignac, Monique Abadie, l'aide à s'échapper. Tous deux sont poursuivis. Matthias est touché d'une balle de fusil et chute dans une rivière tandis que la jeune femme est abbatue, alors qu'elle sonne à la porte d'Hubert Mérignac, découvrant son corps poignardé. De retour au château,  l'agent français du nom de Dromard dit le Monocle, enquête sur marquis de Villemaur avec l'aide de son assistant Trochu. Sa supposée cécité est un leurre. Le comportement de Dromard reste suspect; l'agent français fait injustement arrêter Hubert Mérignac par le commissaire Tournemire pour le meurtre de Monique Abadie. Cette dénonciation a pour but d'éloigner la police du château de manière à éviter de troubler la mission d'infiltration de Dromard au sein du groupuscule néonazi. Erika Murger est également une espionne; une certaine rivalité se noue entre elle et Dromard, du fait que chacun mène sa propre enquête dans le même but. Erika est à la recherche d'un ancien nazi dénommé Görmann, lequel semble être dissimulé au sein du château par le marquis. Considèrant l'enquête trop dangereuse pour la jeune femme, Dromard l'enferme dans une pièce de son appartement. Alors que Dromard inspecte les souterrains du château du marquis avec son assistant, les deux hommes sont démasqués et Trochu est capturé par le groupuscule. Bénédicte, fille du marquis, cache Mathias dans sa chambre, après l'avoir secouru. Mathias décide d'aller porter assistance à Trochu, retenu dans le grenier. Libéré, Trochu retrouve Dromard échappant à l'explosion d'une bombe déposée dans sa voiture. Entre-temps, Erika s'enfuit pour aller au château et découvrir où est caché Görmann. Dromard, Trochu, Mérignac, le commissaire Tournemire et les troupes de la police montent une opération le soir même pour arrêter le marquis et ses hommes, capturer Görmann et retrouver Erika. Supris, les membres du groupuscule tentent de fuir par les souterrains. Mathias, toujours caché par Bénédicte, rejoint le camp des assaillants et prête main-forte aux autorités françaises, tandis que la fille du marquis, hésitant à défendre les intérêts de son père, est arrêtée. Un à un, les hommes du marquis tombent sous les balles de leurs poursuivants. Mathias est blessé par Von March, à son tour blessé par Dromard. Ce dernier, arrivé dans un cul-de-sac, ordonne à l'invisible Görmann de se rendre. Pour toute réponse, le corps du marquis tombe devant lui, tué par Erika. Erika est provisoirement soupçonnée d'être Görmann mais la jeune femme est seulement retenue prisonnière par le marquis. Von March agonisant, avoue que Görmann n'a en réalité jamais été présent au château car il est mort à Berlin, en 1945. La légende de sa survie a été entretenue par Von March pour se donner davantage d'importance au sein du groupuscule. En guise d'épilogue, Dromard et Erika s'embrassent, provoquant le dépit d'Hubert Mérignac.

Acteurs principaux
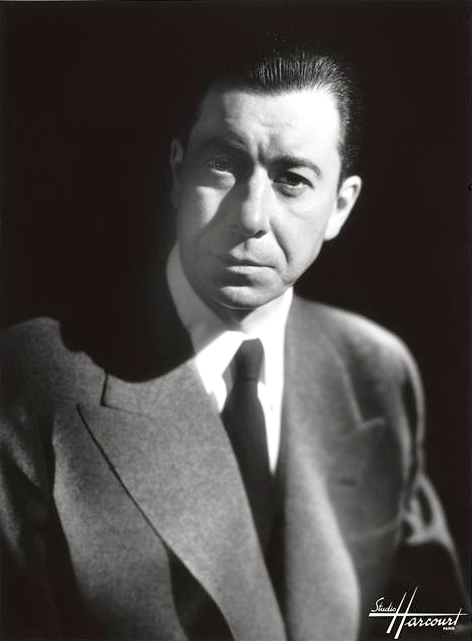
Paul Meurisse (commandant Dromard)
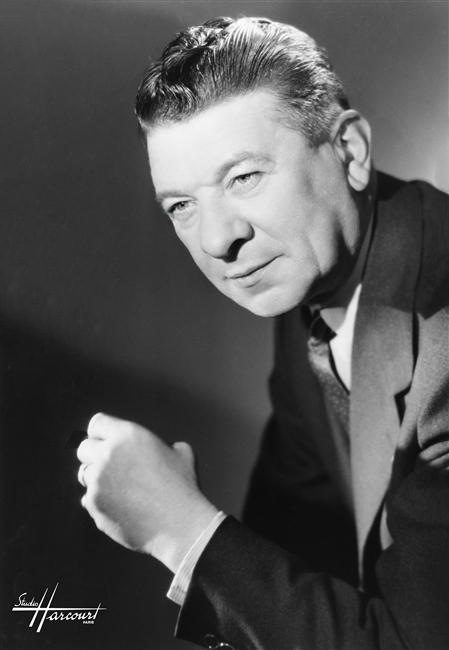
Robert Dalban (sergent Poussin)
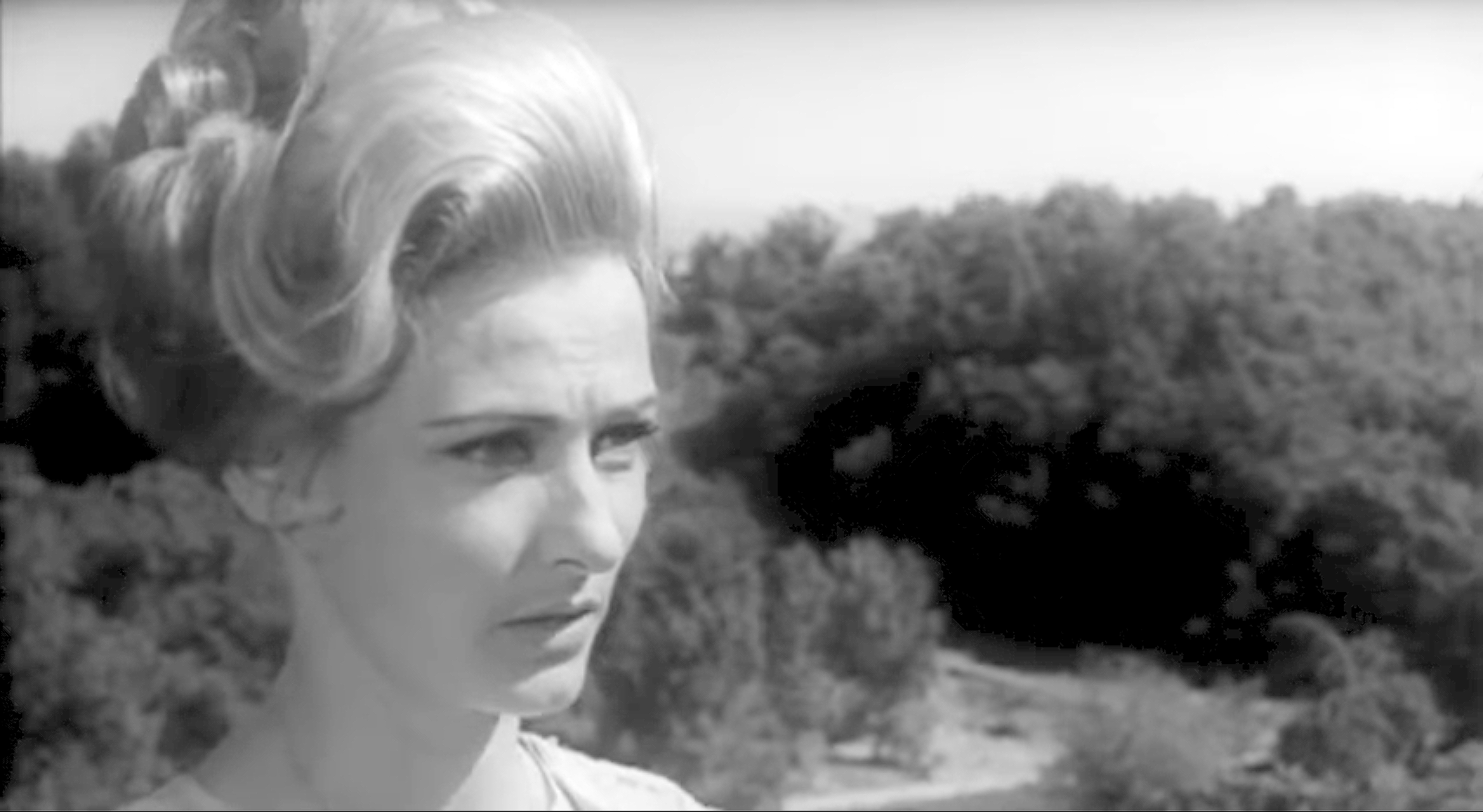
Elga Andersen (Erika Murger)
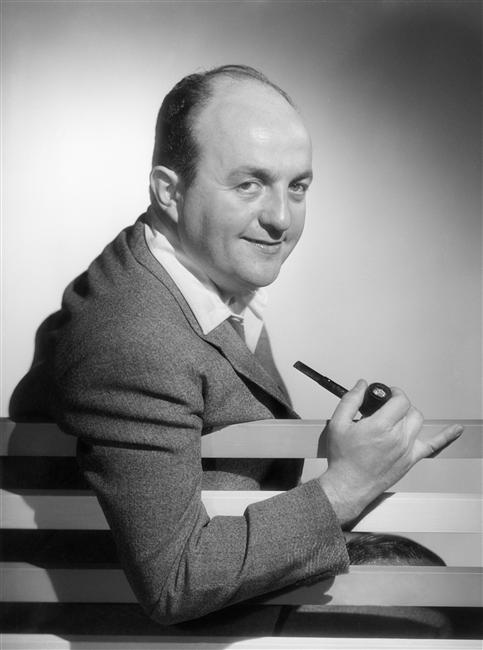
Bernard Blier (commissaire Tournemire)
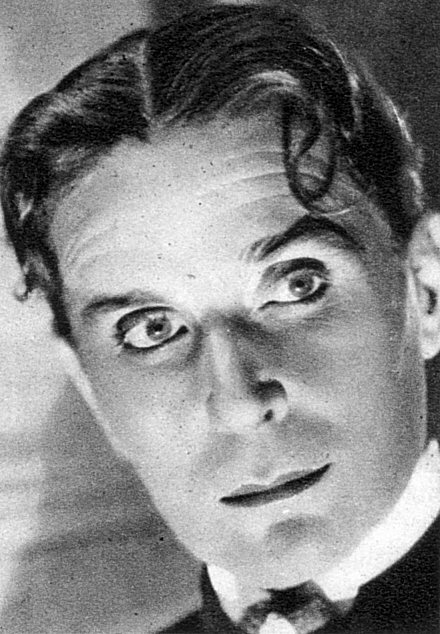
Pierre Blanchar (marquis de Villemaur)
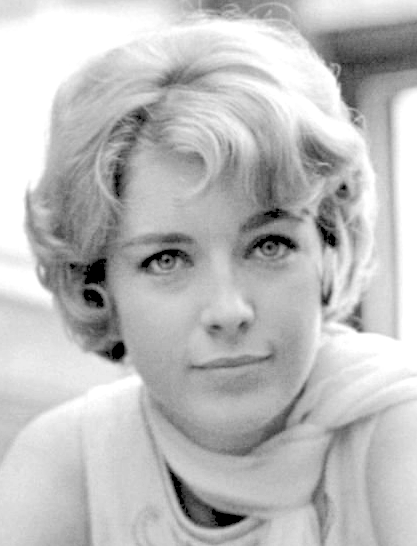
Marie Dubois (Bénédicte de Villemaur)
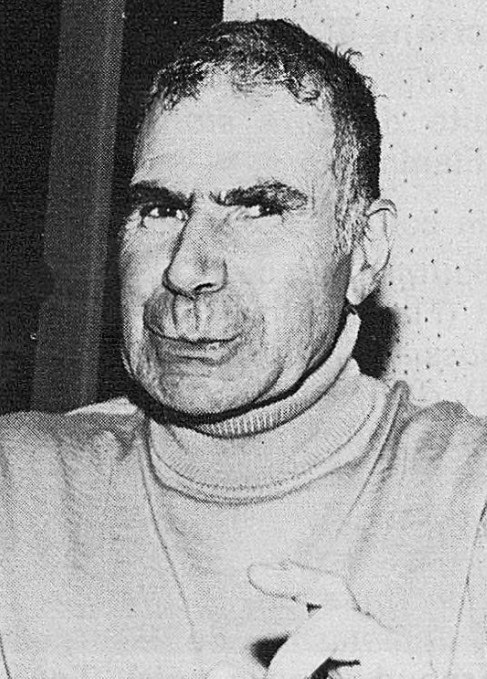
Jacques Dufilho (Chauvet, guide)
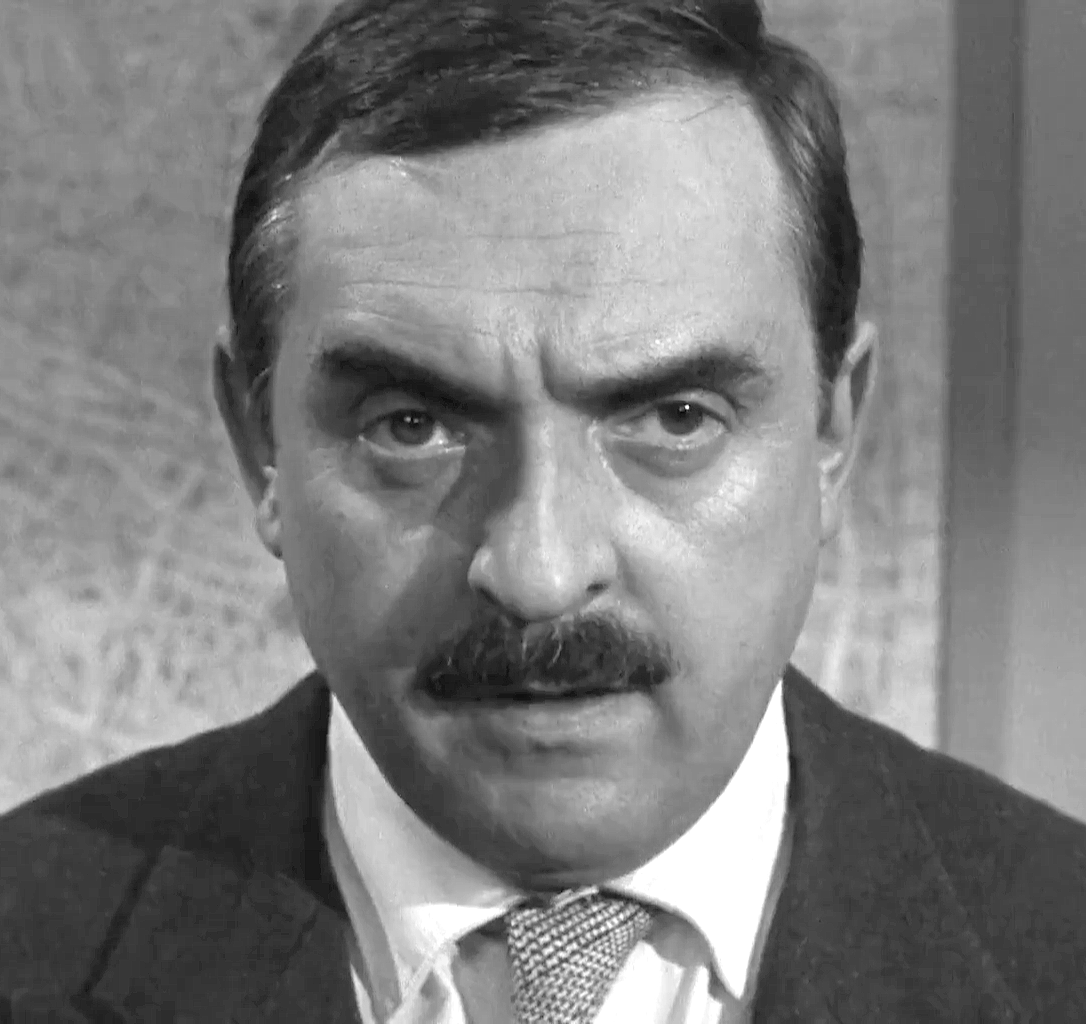
Jacques Marin : (adjudant Trochu)

## Fiche technique
- Titre : Le Monocle noir
- Réalisation : Georges Lautner
- Assistant réalisateur : Bertrand Blier et Claude Vital
- Scénario : Pierre Laroche et Jacques Robert, d'après le roman de Rémy, paru aux éditions Hachette ; prix du Quai des Orfèvres en 1960 (Fondateur Jacques Catineau)
- Dialogues : Pierre Laroche
- Photographie : Maurice Fellous
- Cadreur : Georges Pastier, assisté de Antoine Georgakis et Pierre Willemin
- Montage : Michelle David, assistée de Gina Pignier
- Musique : Jean Yatove - Enregistrement dans les studios Marignan
- Décors : Robert Bouladoux
- Costumes : Paulette Ten-Have
- Maquillage : Jeannine Lankshear
- Son : Antoine Archimbaud, assisté de Henri Richard
- Ensemblier : Fernand Chauviret
- Accessoiriste : Pierre Barbet
- Régisseur général : Paulette Boréal
- Photographe de plateau : Robert Joffres
- Script-girl : Annie Rozier
- Administrateur : Marcel Bligny
- Producteur : Lucien Viard
- Directeur de production : Paul Joly
- Assistant de production : Bernard Lapeyre
- Secrétaire de production : Yvonne Eblagon
- Société de production : Orex Films
- Société de distribution : Consortium Pathé
- Tirage : Laboratoire Franay L.T.C Saint-Cloud
- Effets spéciaux : LAX
- Pays de production :  France
- Langue : français
- Format : Noir et blanc — 35 mm — 1,33:1 — Son : Mono (Western Electric)
- Genre : Comédie noire et Film d'espionnage
- Durée : 88 minutes (1 h 28)
- Date de sortie : 
  - France : 30 août 1961
- Visa d'exploitation : 24.538

## Distribution
- Paul Meurisse : Le commandant Théobald Dromard, dit le Monocle, agent du Deuxième Bureau[1]
- Elga Andersen : Martha, alias Erika Murger
- Bernard Blier : Le commissaire Tournemire
- Pierre Blanchar : Le marquis de Villemaur
- Gérard Buhr : Heinrich Von March, l'Allemand
- Marie Dubois : Bénédicte de Villemaur, la fille du marquis
- Jacques Dufilho : Chauvet, le guide du château
- Jacques Marin : L'adjudant Trochu, l'homme de main du commandant
- Albert Rémy : Mérignac, le conservateur du château
- Catherine Sola : Monique Abadie, la secrétaire du conservateur
- Lutz Gabor : Mathias Fisher, fiancé de Bénédicte, agent russe
- Raymond Meunier : Raymond, un homme de main du marquis
- Raoul Saint-Yves : Jean, un homme de main du marquis
- Nico Pepe : Il commandatore Brozzi, l'Italien
- Jean Sylvère : Un inspecteur (non crédité)
- Alain Bouvette : Le chauffeur (non crédité)

## À noter
- Georges Lautner n'a pas caché qu'il n'avait pas aimé le roman du colonel Rémy, le jugeant trop sérieux et trop violent. C'est au départ uniquement pour pouvoir travailler qu'il a accepté d'en réaliser l'adaptation, mais il a réussi à contourner les exigences des producteurs et à alléger grandement les côtés sinistres du roman, en le transformant en comédie policière.
- Chose étonnante, le film Le Monocle noir a été diffusé en VHS (sorti en février 1997)... mais ne fut diffusé en DVD qu'en octobre 2012. Une lacune surprenante car le deuxième volet de la série (L'Œil du Monocle) et le troisième volet (Le Monocle rit jaune) ont, eux, été très tôt diffusés en DVD.
- Le film a été tourné au château de Josselin dans le Morbihan.